# Anita Vad

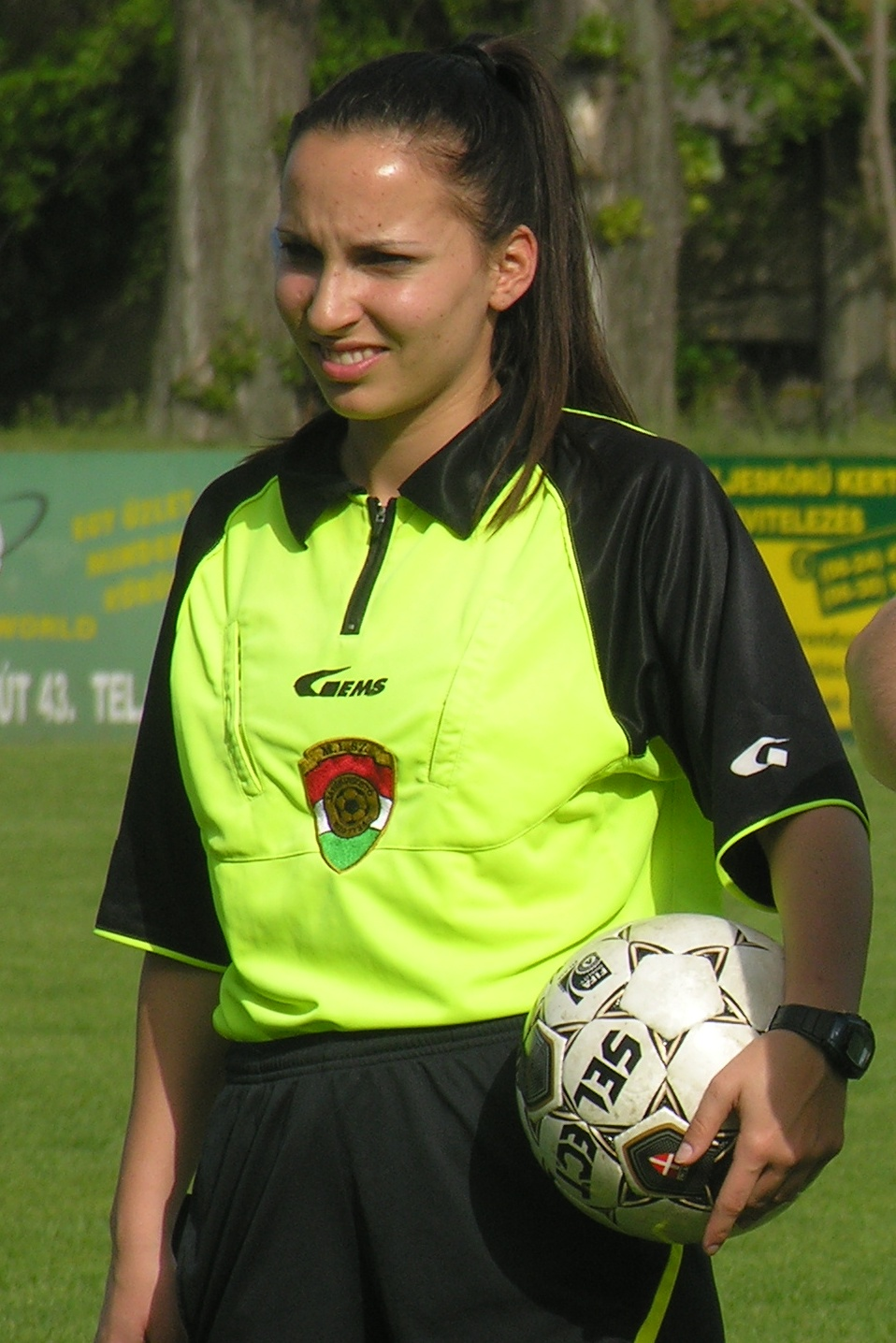
Anita Vad (2013)

Anita Eva Vad (* 29. Juni 1991 in Budapest) ist eine ungarische Fußballschiedsrichterassistentin.

## Werdegang
Vad ist seit der Saison 2016/17 als Schiedsrichterassistentin in der UEFA Women’s Champions League im Einsatz.
Seit 2017 steht Vad auf der Liste der FIFA-Schiedsrichter und ist an der Spielleitung internationaler Fußballpartien beteiligt.
Vad war im Schiedsrichtergespann von Iuliana Demetrescu Schiedsrichterassistentin bei der Europameisterschaft 2022 in England und kam in zwei Gruppenspielen zum Einsatz.
Bei der Weltmeisterschaft 2023 in Australien und Neuseeland leitete Vad als Assistentin von Rebecca Welch zusammen mit Natalie Aspinall zwei Gruppenspiele und ein Achtelfinale.
Im April 2025 wurde Vad gemeinsam mit Irina Pozdejeva als Assistentin von Katalin Kulcsár für die Europameisterschaft 2025 in der Schweiz nominiert.
Ihr Vater István Vad war Fußballprofi und ebenfalls internationaler Schiedsrichter. Ihr Bruder István Vad war ebenfalls FIFA-Schiedsrichter.